# 華盛頓縣 (愛達荷州)
華盛頓縣（英語：Washington County）是美国爱达荷州西部的一個縣，西鄰俄勒冈州，面積3,816平方公里。根據2020年美國人口普查，共有人口10,500人。縣治韋瑟。該縣成立於1879年2月20日，縣名紀念首任總統乔治·华盛顿。